# Ana Madrazo
Ana María Madrazo Díaz, née le 28 septembre 1961, est une femme politique espagnole membre du Parti populaire (PP).
Elle est élue députée de la circonscription de Cantabrie lors des élections générales de mars 2004.

## Biographie

### Vie privée
Elle est mariée et mère de deux enfants.

### Études et profession
Elle réalise ses études supérieures à l'université d'Oviedo où elle obtient une licence en sciences économiques et entrepreneuriales avec une spécialisation dans l'économie des entreprises. Réussissant le concours de la fonction publique, elle devient fonctionnaire du Corps technique des Finances auprès de l'Agence nationale de l'Administration fiscale (AEAT) et est affectée au service de la gestion et de la liquidation des impôts. Elle possède également une spécialisation en inspection, recouvrement et gestion douanière.

### Étape politique régionale
Lors du mandat du conservateur José Joaquín Martínez Sieso à la présidence de la Cantabrie, elle est nommée directrice générale des Finances du gouvernement régional par le conseiller à l'Économie, aux Finances et au Budget Federico Santamaría Velasco. Elle quitte son poste en 2003.
Pour les élections municipales de mai 2007, elle est tête de liste du PP dans la commune de Cabezón de la Sal. Élue conseillère municipale aux côtés d'Esther Merino, elle est choisie comme porte-parole du groupe populaire municipal d'opposition bien que son parti est arrivé en tête du scrutin avec 6 mandats sur les 13 à pourvoir.

### Députée au Congrès
Elle est investie en deuxième position sur la liste menée par Martínez Sieso dans la circonscription de Cantabrie à l'occasion des élections générales de mars 2004. Élue au Congrès des députés avec deux autres colistiers, elle est choisie comme porte-parole adjointe à la commission de l'Économie et des Finances. En septembre 2006, elle est promue porte-parole titulaire à la commission chargée des Relations avec le Tribunal des comptes. Lors des élections législatives de mars 2008, elle est rétrogradée à la troisième place sur la liste, derrière Martínez Sieso et José María Lassalle, mais conserve tout de même son mandat parlementaire. Récupérant ses anciennes fonctions de porte-parole adjointe à la commission de l'Économie et des Finances, elle devient membre de nombreuses missions en lien avec la cession de compétences fiscales aux communautés autonomes.
Promue tête de liste pour le scrutin de novembre 2011,, elle réalise un score historique en remportant quatre des cinq sièges en jeu dans la circonscription. Membre de la commission des Budgets et de celle de l'Équipement, elle exerce les responsabilités de porte-parole à la commission des Finances et des Administrations publiques. Elle est également membre suppléante de la députation permanente. En juin 2013, elle propose de créer une nouvelle matière pour les élèves du cycle secondaire visant à apprendre comment économiser et faire connaître les droits et obligations financières et fiscales des personnes physiques dans le but de lutter contre la fraude fiscale.
Après le renoncement du maire de Santander Íñigo de la Serna à concourir lors des élections générales de décembre 2015, elle est ratifiée comme tête de liste par le Parti populaire de Cantabrie,. Réélue députée à la chambre basse des Cortes Generales, elle devient première vice-présidente de la commission des Finances et des Administrations publiques tout en étant désignée adjointe à la commission de la Santé et des Services sociaux. En mars 2016, elle prend la présidence de la délégation espagnole à l'Assemblée de l'Union interparlementaire (UIP). Elle conserve son mandat après la tenue du scrutin anticipé de juin 2016 et récupère le porte-parolat de son groupe à la commission des Finances au détriment de sa vice-présidence. Elle quitte également la présidence de la délégation espagnole à l'UIP après avoir été élue membre du comité exécutif du PP à l'occasion du 18e congrès de la formation politique. Elle quitte la députation permanente en août 2018.